# Dedeli (Patnos)
Dedeli ou Dadalu (em armênio: Դադալու) é uma cidade (belde) no distrito de Patnos, da província de Are, na Turquia. Segundo o censo de 2021, possui 3 141 habitantes.

## História
Durante o Império Otomano, fez parte do sanjaco de Erjixe do vilaiete de Vã. No início do século XX, foram contabilizados 19 habitantes armênios.